# Gynacantha
Gynacantha é um género de libelinha da família Aeshnidae.
Este género contém as seguintes espécies:
- Gynacantha africana
- Gynacantha bartai
- Gynacantha bullata
- Gynacantha cylindrata
- Gynacantha immaculifrons
- Gynacantha manderica
- Gynacantha nervosa
- Gynacantha nigeriensis
- Gynacantha sextans
- Gynacantha usambarica
- Gynacantha vesiculata
- Gynacantha villosa